# 鄧森
鄧森（？—），外號「隊長森」，香港足球運動員。他曾效力於港甲九巴，也曾多次入選港隊及中華民國代表隊，協助中華民國獲得1954年馬尼拉亞運及1958年東京亞運足球金牌。